# Securidaca marginata
Securidaca marginata är en jungfrulinsväxtart som beskrevs av George Bentham. Securidaca marginata ingår i släktet Securidaca och familjen jungfrulinsväxter. Inga underarter finns listade i Catalogue of Life.